# 鈴木文治
鈴木文治（日语：／ Suzuki Bunji，1885年9月4日—1946年3月12日），是日本政治家與勞工運動家。他建立了勞工權益組織友愛會。

## 早年生活
鈴木文治出生在宮城縣栗原郡金成村。10歲時，他和父親皈依了基督教。當鈴木上中學時，他的家庭開始陷入經濟困境，到了高中時，他不得不自己支付學費。經濟困難時，他受到傳教士本間俊平的影響，使他關心社會問題。他考入東京帝國大學，開始和他的學長吉野作造一起參加海老名彈正主持的教會。受到教會民主氛圍的影響，他開始認同桑田熊藏的改良主義思想，並決定成為社會活動家。

## 事業
1909年，鈴木從東京帝國大學畢業，進入大日本印刷工作。1910年，他在東京朝日新聞找到工作，在報社報導了貧困問題。因此，他成為安部磯雄主導的一位論派小組的秘書。1912年，鈴木文治和其他14人一起創立了友愛會，鈴木文治擔任主席。在1915年，友愛會已經在日本有51個分會。
1915年至1916年，鈴木前往美國學習他們的工會制度。在了解到勞工權利與罷工行動後，他決定推動所有勞工組織合併，以獲得更大的談判能力。1919年，友愛會更名為「大日本勞動總同盟友愛會」，1921年又更名為「日本勞動總同盟」。同年，鈴木文治組織了3萬神戶的碼頭工人參與罷工。
1926年，鈴木文治參與成立社會民眾黨，成為黨中央委員。在1928年眾議院議員總選舉中，他獲選成為大阪府第4區的眾議院議員。鈴木文治是日本國會首8位沒有政黨關係而當選的議員之一。在1930年落選後，1936年，鈴木文治以社會大眾黨黨員的身份在東京府第6區當選眾議員。
1940年，立憲民政黨黨員齋藤隆夫因在國會發表質疑對中國戰爭的演說而被除名。因為反對驅逐齋藤隆夫，鈴木文治和其他幾名同黨籍的國會議員一起被社會大眾黨的書記麻生久開除黨籍。1946年3月12日，鈴木文治在以日本社會黨黨員身分參選1946年日本眾議院議員總選舉時，因心臟病復發在宮城縣仙台市離世，享年60歲。